# Saint-André-de-Chalencon
Saint-André-de-Chalencon é uma comuna francesa na região administrativa de Auvérnia-Ródano-Alpes, no departamento de Alto Loire. Estende-se por uma área de 16,94 km². Em 2010 a comuna tinha 382 habitantes (densidade: 22,6 hab./km²).